# Les Compagnons de Jéhu (mini-série)
Pour les articles homonymes, voir Jéhu (homonymie).
 (février 2023).
Si vous disposez d'ouvrages ou d'articles de référence ou si vous connaissez des sites web de qualité traitant du thème abordé ici, merci de compléter l'article en donnant les références utiles à sa vérifiabilité et en les liant à la section « Notes et références ».
Les Compagnons de Jéhu est un feuilleton télévisé en co-production France-Allemagne-Canada en treize épisodes de 30 minutes, en noir et blanc, réalisé par Michel Drach sur un scénario de Jacques Armand d'après le roman homonyme d'Alexandre Dumas.
Il a été initialement diffusé du 21 septembre au 26 octobre 1966 sur la première chaîne de l'ORTF, et au Québec du 30 septembre au 23 décembre 1966 à la Télévision de Radio-Canada.

## Synopsis
Les désordres de la Révolution française ne sont pas encore calmés qu'une mystérieuse confrérie « la Compagnie de Jéhu » conspire, à l'époque de la fin du Directoire, pour rétablir le roi Louis XVIII sur le trône et chasser Bonaparte qui s'apprête à prendre le pouvoir. Ce dernier confie à Roland de Montrevel la mission de le débarrasser de cette menace. Roland se concentre en priorité sur le chef des Compagnons, Morgan, qui semble proche de sa sœur Amélie.

## Distribution
- Claude Giraud : Morgan
- Yves Lefebvre : Roland de Montrevel
- Michael Münzer : Sir John
- Gilles Pelletier : Montbar
- Josée Steiner : Amélie de Montrevel
- Andréa Parisy : Agathe
- Gisèle Casadesus : Louise
- Bernard Jeantet : Edouard
- Jean Daurand : Branche d'Or
- Georges Claisse : Barjols
- Pierre Clémenti : d'Assas
- Gérard Darrieu : Roques
- Bernard Fresson : Odilon
- Alfred Baillou : Joseph
- Alain Mottet : Toussaint
- Claude Farell : Mme Tallien
- Aram Stephan : l'abbé Fanon
- Pascal Mazzotti : l'abbé
- Albert Michel : Picot
- Bernard Tiphaine : Adler
- Marcel Peres : le vieux
- Jean Saudray : Mord'homme
- José Valera : Bonaparte
- François Maistre : le président
- Jean-Pierre Darras : Lebrais

## Fiche technique
- Scénaristes : Jacques Arnaud et René Wheeler
- Réalisation : Michel Drach
- Musique : Yves Prin
- Sociétés de production : Pathé-Cinéma, O.R.T.F., Deutsches Werbefernsehen et Société Radio-Canada

## Épisodes
La liste ci-après respecte les titres et l'ordre originaux de la diffusion télévisée de 1966.
1. Les Masques
2. La Chartreuse
3. Le Cœur et l'Épée
4. Face à face
5. Jéhu contre Jéhu
6. Le Colporteur à la rose
7. La Malle de Chambéry
8. L'Or et le Plomb
9. L'Espionne
10. La Mission
11. L'Orage
12. Le Procès
13. Le Serment

La liste ci-après correspond au découpage du feuilleton tel qu'il est proposé en DVD.

### DVD 1:Les Masques

#### Épisode 1:La Crypte mystérieuse
Dans une auberge, les clients parlent tous des Compagnons de Jéhu qui dévalisent les voyageurs mais ne s’en prennent qu’à l’argent du gouvernement de la République. Derrière ce nom se cachent des hommes qui soutiennent la cause de Louis XVIII pour reconquérir son trône. Bonaparte incognito et son aide de camp Roland de Montrevel assistent à cette conversation. Morgan, un des Compagnons de Jéhu, surgit alors pour rendre l’argent d’un voyageur pris par erreur, à la grande joie d’un voyageur britannique, Sir John, qui trouve tout cela très cocasse. Pris de colère, Roland provoque en duel un voyageur. Sir John se propose d’être son témoin, parce que ce Britannique admire Bonaparte et aime les sensations fortes. Roland avoue à Sir John que si son attitude dans ce duel est quasi suicidaire, c’est parce qu’il est condamné par la médecine et qu’il préfère mourir d’une balle.
Quelque part dans la campagne, les Compagnons de Jéhu se regroupent parce qu’ils ont appris que Bonaparte revenait d’Égypte.
Après le duel, Roland invite Sir John au château de sa famille. Ils y apprennent qu’un « fantôme » aurait fait mourir de peur un paysan à côté d’une église, quelques jours auparavant. La nuit, pour s’amuser, ils partent chasser ce « fantôme ». Roland aperçoit un spectre qui disparaît après l’avoir appelé.
Revenus de jour, ils découvrent une échelle de corde et un passage souterrain qui mène à une salle visiblement utilisée.

#### Épisode 2:Les Compagnons
La nuit, Roland est à Mâcon et Sir John y retourne seul. Il découvre un cercueil rempli d’argent et assiste caché, à une réunion des Compagnons de Jéhu habillés en moines. Un émissaire leur apprend le début de l’insurrection vendéenne et réclame beaucoup plus d’argent.
Le lendemain, Sir John n’est toujours pas rentré. Roland part à sa recherche, trouve des traces de sang qui le mènent chez un médecin. Avant de s’évanouir, Sir John a le temps de l’informer sur les Chouans.

#### Épisode 3:Morgan
Bonaparte a pris le pouvoir. Afin de mettre fin aux agissements des Compagnons de Jéhu, Roland est chargé de prendre la direction des forces de police de la région. Amélie, la sœur de Roland, apprend la nouvelle à Morgan, le chef des Compagnons de Jéhu, parce qu’ils se sont mariés en secret.
Les attaques continuent, aussi Roland défie-t-il Morgan en duel. Au cours du repas, Amélie avoue publiquement son amour pour Morgan. Le curé apprend à Morgan que Roland rêve de le tuer pour que Sir John puisse épouser sa sœur. Ils finissent par se battre. Morgan a le dessus, mais choisit de disparaître plutôt que d’achever Roland.

#### Épisode 4:Voleurs et assassin
Morgan apprend ensuite qu’une bande vole mais tue et torture aussi en empruntant le nom des Compagnons de Jéhu. Un des fils d’une victime menace Morgan de le dénoncer s’il ne met pas fin aux agissements de la bande en question. Odilon, un des Compagnons de Jéhu, se fait recruter par la bande. Démasqué avant de mourir, il parvient à indiquer l’emplacement de leur repaire. Morgan tue le chef de la bande qui le connaissait et le détestait.

### DVD 2:La Malle de Chambéry

#### Épisode 1:200 000Francs or
Dans une auberge, Roland confie à Sir John que le transport imminent d’une forte somme d'argent est en fait un piège. Un compagnon de Jéhu surprend cette confidence. Il fait également allusion à une femme qui lui aurait brisé le cœur et il croise cette femme, qu’il croyait avoir tuée, dans le couloir de l'auberge. Il s’agit d’Odile (Agathe), espionne au Caire au service des Britanniques, qu’il avait épousée et qui l’avait trahi. Elle espionne aujourd'hui au service de Fouché, en étant chargée d’infiltrer les nobles de la région pour trouver ceux qui font partie des Compagnons de Jéhu.
Les Compagnons de Jéhu parviennent à voler l’or en droguant le vin de Roland. Mais Agathe est devenue la maîtresse d’un des Compagnons de Jéhu et fait savoir à la police leurs projets. Ils veulent apporter l’argent volé aux chouans en passant par la Loire. Amélie s’est enfuie pendant la nuit pour rejoindre son mari. Agathe est démasquée. Les Compagnons de Jéhu parviennent à s’enfuir et à poursuivre leur périple dans une voiture de mariés. Morgan est blessé.

#### Épisode 2:Le Piège
Agathe retrouve la trace de Morgan dans un château des environs, l’attire en Bretagne et le fait emprisonner à Fougères. Roland est lui aussi en Bretagne mais envoyé par Bonaparte pour négocier la reddition de Cadoudal. Il assiste à la capture d’Agathe et à son exécution par les chouans. Cadoudal fait s’évader Morgan. Roland rencontre Morgan sans savoir qui il est. Ils ont des souvenirs d’enfance en commun. Il se prend d’amitié pour Morgan. Celui-ci demande à Cadoudal de ne pas tuer Roland au cours de la prochaine bataille qui s’annonce.

#### Épisode 3:La Fin des Compagnons
Morgan recommence à dévaliser les diligences. Dans l’une d’elles, il rencontre le frère et la mère de Roland. Celle-ci voit le visage de Morgan mais promet de ne rien dire. Poussé par Roland, Sir John demande la main d’Amélie. Roland découvre le refuge des Compagnons de Jéhu, ils sont arrêtés.

#### Épisode 4:Le Procès
Au procès, personne ne peut ou ne veut reconnaître les prisonniers comme les Compagnons de Jéhu, sauf le policier qui accompagnait Agathe. Amélie demande à Sir John d’intervenir. Il achète le silence du policier. À la dernière minute, le juge parvient à piéger la mère de Roland qui désigne Morgan comme son sauveur et donc comme un compagnon de Jéhu. Pendant que John se précipite à Paris pour demander à Roland d’obtenir de Bonaparte la grâce de Morgan, Amélie apporte des armes aux prisonniers. Dans une auberge, John retrouve le policier amant d’Agathe et parie avec lui qu’il rapportera de Paris la grâce des prisonniers. Le policier fait en sorte que sur le chemin du retour, avec la grâce en poche, Roland et John soient retardés. La nuit, toujours dans une auberge, le policier remplace la lettre de grâce. Roland demande à John où en sont les projets de mariage avec sa sœur. John, qui est au courant du mariage d’Amélie, reste vague. Roland se sent insulté : il provoque John en duel. Morgan est mortellement blessé en s’évadant ; il meurt dans les bras d’Amélie qui à son tour en meurt de chagrin. Roland et John se réconcilient après leur duel.